# Quitim

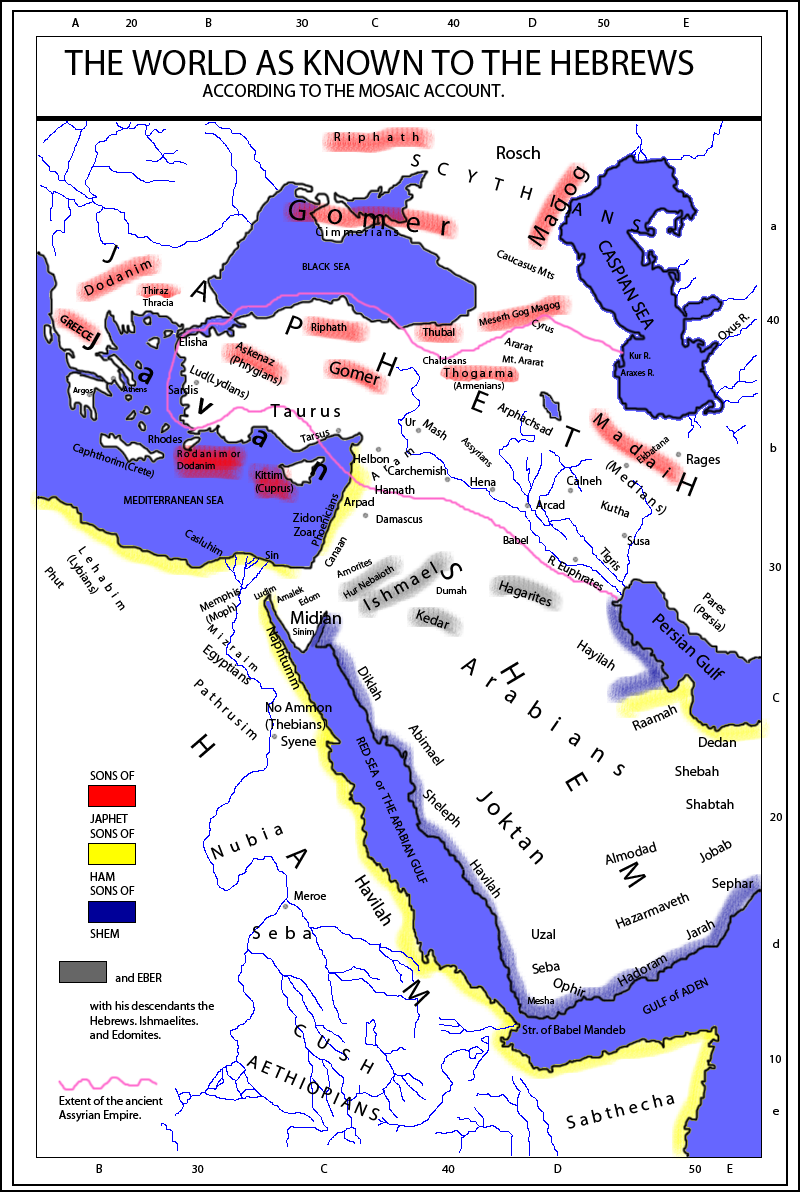
O mundo como conhecido pelos Hebreus

Quitim (Kittim) é um personagem do Antigo Testamento, o terceiro filho de Javã. Javã foi o quarto filho de Jafé, filho de Noé.
Seu pai, Javã, foi identificado como o ancestral dos gregos ou dos jônios, enquanto que Quitim e seus descendentes são identificados como os predecessores do povo cipriota.
A cidade de Lárnaca na costa oeste do Chipre, foi conhecida em tempos antigos como Cítio. Nestas bases, a ilha inteira tornou-se conhecida como "Quitim" em hebraico. Contudo, o nome parece ter sido emprestado com alguma flexibilidade na literatura hebraica. Ele foi frequentemente aplicado para todas as Ilhas Egeias e então para "o Ocidente em geral, mas especialmente navegando ao Ocidente". Flavio Josefo (aproximadamente 100 d.C.) relembra em seu livro Antiguidades Judaicas que:
| “ | Cétimo possuiu a ilha de Cétima: ela é agora chamada de Chipre; e desta que todas as ilhas, e a maior parte da costa marítima, são nomeadas de Quetim pelos hebreus: e há uma cidade no Chipre que tem sido ábil de preservar sua denominação; ela foi chamada de Cítio por estes que usam a língua dos gregos, e não tem, pelo uso deste dialeto, escapado o nome de Quetim. | ” |

A expressão "ilhas de Quitim", encontrada no Livro de Jeremias 2:10 e Ezequiel 27:6, indica que, alguns séculos anteriores a Josefo, esta designação já tinha tornado uma descrição geral para as ilhas do Mediterrâneo. Algumas vezes esta designação foi estendida para aplicar aos romanos, macedônios ou aos gregos selêucidas. A Septuaginta traduz a ocorrência de "Quitim" no Livro de Daniel 11:30 como ῥωμαῖοι ("Romanos").  I Macabeus 1:1 estabelece que "Alexandre, o Grande, o macedônio tinha vindo da terra de Quitim".  Na Guerra dos Filhos da Luz Contra os Filhos da Escuridão, dos pergaminhos do Mar Morto, Quitim é referido como sendo "de Assur". Eleazar Sukenik argumentou que esta referência para Assur deve ser entendida para se referir ao Império Selêucida que controlou o território que formaria o Império Assírio na época, mas seu filho Yigael Yadin interpretou esta frase como uma referência disfarçada aos romanos.
A compilação medieval rabínica Yosippon contém um conto detalhado de Quitim. Como as pessoas divulgaram, ela diz que, Quitim acampou na Campania e construiu uma cidade chamada de "Posomanga", enquanto que os descendentes de Tubal acamparam nas proximidades da Toscana e construiram "Sabino", tendo o rio Tibre como sua fronteira. Contudo, eles soon foram para a guerra seguindo o estupro dos Sabinos de Quitim. Esta guerra terminou quando Quitim mostrou aos descendentes de Tubal sua progenitura mútua. Eles então construíram cidades chamadas Porto, Albano, e Aresá. Mais tarde, seu território é ocupado por Agnias, rei de Cartago, mas Quitim termina apontando a Zefo, filho de Elifaz e neto de Esaú, como seu rei, com o título de Jano Saturno. O primeiro rei de Roma, Rômulo, é feito neste conto para ser um sucessor distante desta linha. Uma versão mais curta, e mais corrompida deste conto é também encontrada mais tarde no Sefer haYashar.

## Teorias sobre o povoamento da China

### Do Chipre à Cathay
Acredita-se que os descendentes de Quitim foram os primeiros que colonizaram a ilha de Chipre no leste do mar Mediterrâneo depois do incidente da Torre de Babel. Do Chipre, eles partiram para o oeste e fizeram habitações na Itália.
Então foram empurrados para o norte e para o leste pelos semitas vindos das áreas ao leste do Mediterrâneo. Os descendentes de Quitim viajaram ainda mais distantes ao norte e então ao leste nas áreas da Ásia Central, e finalmente terminando na região que agora chamamos de China (de fato, o primeiro nome da China foi Catai, que tem origem na palavra Quitai, a qual, por sua vez, também corresponde a Quitim, pois o “im” é plural).

### Contra-teoria de povoamento
O vasto agregado de pessoas que são geralmente classificadas como Mongoloide, que colonizaram o Extremo Oriente, tem sido uma questão como onde eles caíram dentro da Tabela das Nações. A evidência mostra que eles são camitas, ainda que alguns tem incorretamente justificado que os chineses foram da família jafetita, e os japoneses foram ou jafetitas ou semitas. Há dois nomes que provém pistas. Dois filhos de Canaã, Hete (hititas, heteus) e Sim (sinitas, sineus), são presumidos de serem os progenitores da família chinesa e mongoloide. Os hititas foram conhecidos como Hati ou Chati. Nos monumentos egípcios, os hititas foram representados com narizes proeminentes, lábios cheios, check-bones altos, faces lisas, variando a cor da pele do marrom para o amarelado e avermelhado, cabelo liso preto e olhos marrom escuro.
O termo Hitita em Cuneiforme (a primeira forma de escrita, inventada pelos sumérios) aparece Quitae (Khittae) representando uma nação poderosa do Extremo Oriente conhecida como Quitai, e tem sido preservada através dos séculos em um termo mais familiar, Catai. Os Catai foram mongoloides, considerados uma parte da família chinesa. Há ligações entre os conhecidos hititas e Catai, por exemplo, seus modos de vestir-se, seus sapatos com dedos individualizados, a sua maneira fazendo seu cabelo em um rabo de porco, e desse modo adiante. Representações mostram que eles possuíam ossos da face altos, e craniologistas têm observado que eles tinham características comuns dos Mongoloides.
Quitae tem, algumas vezes, sido incorretamente associado com Quitim (Cítio grega e romana, Cétimo judaico), filho de Javã, filho de Jafé. Interessante ainda que, Javã, tem sido incorretamente interpretado para significar Japão. A História distintamente mostra Javã sendo o antecessor dos gregos e grupos de pessoas do Mediterrâneo.
Sim (ou Seni), um irmão de Hete, tem muitas ocorrências em formas variantes no Extremo Oriente. Há um destaque significativo sobre o provável modo de origem da civilização chinesa. O lugar muito associado pelos chineses para a origem de sua civilização é a capital de Sensi, conhecida como Siang-fu (Pai Sin). Siang-fu aparece em vestígios assírios como Sianu. Hoje, Siang-fu pode ser vagamente traduzida como, "Paz para a Capital do Leste da China". Os chineses têm uma tradição que seu primeiro rei, Fu-hi ou Fohi (Noé chinês), fez sua aparição nas montanhas de Chim, foi rodeado por um arco-íris depois que o mundo tinha sido coberto com água, e animais sacrificados a Deus (correspondendo aos relatos do Livro de Gênesis). Sin surgiu da terceira geração de Noé, uma circunstância que poderia prover um intervalo no tempo certo para a formação recente da cultura chinesa.

## Árvore genealógica
|       |       |       |       |       |       |  |  |         |         |         |         |         |         |       |       | Noé   |       |       |       |        |        |        |        |        |        |      |      |        |        |        |        |        |        |       |       |         |         |         |         |         |         |        |        |        |        |  |  |       |       |       |       |       |       |  |  |  |  |  |  |  |  |  |  |  |  |  |  |  |  |  |  |  |  |  |  |  |  |  |  |  |  |  |  |
|       |       |       |       |       |       |  |  |         |         |         |         |         |         |       |       |       |       |       |       |        |        |        |        |        |        |      |      |        |        |        |        |        |        |       |       |         |         |         |         |         |         |        |        |        |        |  |  |       |       |       |       |       |       |  |  |  |  |  |  |  |  |  |  |  |  |  |  |  |  |  |  |  |  |  |  |  |  |  |  |  |  |  |  |
|       |       |       |       |       |       |  |  |         |         |         |         |         |         |       |       |       |       |       |       |        |        |        |        |        |        |      |      |        |        |        |        |        |        |       |       |         |         |         |         |         |         |        |        |        |        |  |  |       |       |       |       |       |       |  |  |  |  |  |  |  |  |  |  |  |  |  |  |  |  |  |  |  |  |  |  |  |  |  |  |  |  |  |  |
|       |       |       |       |       |       |  |  | Sem     | Sem     | Sem     | Sem     | Sem     | Sem     |       |       | Cam   | Cam   | Cam   | Cam   | Cam    | Cam    |        |        | Jafé   | Jafé   | Jafé | Jafé | Jafé   | Jafé   |        |        |        |        |       |       |         |         |         |         |         |         |        |        |        |        |  |  |       |       |       |       |       |       |  |  |  |  |  |  |  |  |  |  |  |  |  |  |  |  |  |  |  |  |  |  |  |  |  |  |  |  |  |  |
|       |       |       |       |       |       |  |  | Sem     | Sem     | Sem     | Sem     | Sem     | Sem     |       |       | Cam   | Cam   | Cam   | Cam   | Cam    | Cam    |        |        | Jafé   | Jafé   | Jafé | Jafé | Jafé   | Jafé   |        |        |        |        |       |       |         |         |         |         |         |         |        |        |        |        |  |  |       |       |       |       |       |       |  |  |  |  |  |  |  |  |  |  |  |  |  |  |  |  |  |  |  |  |  |  |  |  |  |  |  |  |  |  |
|       |       |       |       |       |       |  |  |         |         |         |         |         |         |       |       |       |       |       |       |        |        |        |        |        |        |      |      |        |        |        |        |        |        |       |       |         |         |         |         |         |         |        |        |        |        |  |  |       |       |       |       |       |       |  |  |  |  |  |  |  |  |  |  |  |  |  |  |  |  |  |  |  |  |  |  |  |  |  |  |  |  |  |  |
| Gômer | Gômer | Gômer | Gômer | Gômer | Gômer |  |  | Magogue | Magogue | Magogue | Magogue | Magogue | Magogue |       |       | Madai | Madai | Madai | Madai | Madai  | Madai  |        |        | Javã   | Javã   | Javã | Javã | Javã   | Javã   |        |        | Tubal  | Tubal  | Tubal | Tubal | Tubal   | Tubal   |         |         | Mesech  | Mesech  | Mesech | Mesech | Mesech | Mesech |  |  | Tiras | Tiras | Tiras | Tiras | Tiras | Tiras |  |  |  |  |  |  |  |  |  |  |  |  |  |  |  |  |  |  |  |  |  |  |  |  |  |  |  |  |  |  |
| Gômer | Gômer | Gômer | Gômer | Gômer | Gômer |  |  | Magogue | Magogue | Magogue | Magogue | Magogue | Magogue |       |       | Madai | Madai | Madai | Madai | Madai  | Madai  |        |        | Javã   | Javã   | Javã | Javã | Javã   | Javã   |        |        | Tubal  | Tubal  | Tubal | Tubal | Tubal   | Tubal   |         |         | Mesech  | Mesech  | Mesech | Mesech | Mesech | Mesech |  |  | Tiras | Tiras | Tiras | Tiras | Tiras | Tiras |  |  |  |  |  |  |  |  |  |  |  |  |  |  |  |  |  |  |  |  |  |  |  |  |  |  |  |  |  |  |
|       |       |       |       |       |       |  |  |         |         |         |         |         |         |       |       |       |       |       |       |        |        |        |        |        |        |      |      |        |        |        |        |        |        |       |       |         |         |         |         |         |         |        |        |        |        |  |  |       |       |       |       |       |       |  |  |  |  |  |  |  |  |  |  |  |  |  |  |  |  |  |  |  |  |  |  |  |  |  |  |  |  |  |  |
|       |       |       |       |       |       |  |  |         |         |         |         | Elisá   | Elisá   | Elisá | Elisá | Elisá | Elisá |       |       | Társis | Társis | Társis | Társis | Társis | Társis |      |      | Quitim | Quitim | Quitim | Quitim | Quitim | Quitim |       |       | Dodanim | Dodanim | Dodanim | Dodanim | Dodanim | Dodanim |        |        |        |        |  |  |       |       |       |       |       |       |  |  |  |  |  |  |  |  |  |  |  |  |  |  |  |  |  |  |  |  |  |  |  |  |  |  |  |  |  |  |